# Dikraneura aridella
Dikraneura aridella är en insektsart som först beskrevs av Sahlberg 1871.  Dikraneura aridella ingår i släktet Dikraneura och familjen dvärgstritar. Arten är reproducerande i Sverige. Inga underarter finns listade i Catalogue of Life.